# Baktalórántháza
Baktalórántháza è una città di 4.295 abitanti situata nella contea di Szabolcs-Szatmár-Bereg, nell'Ungheria nord-orientale.

## Amministrazione

### Gemellaggi
- Łańcut, Polonia